# Nothopsyche ulmeri
Nothopsyche ulmeri là một loài Trichoptera trong họ Limnephilidae. Chúng phân bố ở miền Cổ bắc.